# Davey Johnstone
Davey Johnstone (født 6. maj 1951 i Edinburgh, Skotland) er en skotsk guitarist og sanger, bedst kendt for sin arbejde med Elton John.
Producer Gus Dudgeon bad Johnstone om at spille på Bernie Taupins soloalbum, hvilket resulterede i et møde med Elton John og Johnstone spiller på hans album Madman Across the Water (1971). Efter at have spillet på albummet, blev han inviteret til at deltage band som fuldgyldigt medlem.